# Арымбаев, Давлетбай Амрабекович
Давлетбай Амребекович Арымбаев (каз. Дәулет Әмребекұлы Арымбаев; 5 января 1965; Жамбылская область, Казахская ССР, СССР — 7 июля 2020; Тараз, Казахстан) — казахстанский врач-фтизиатр, опытный организатор здравоохранения.

## Биография
Родился 5 января 1965 года в Жамбылской области.
В 1982 году окончил среднюю школу №1 имени Ленина г. Тараз, в 1983-1985 годах служил в рядах Советской Армии.
В 1986 году поступил на лечебный факультет Казахского государственного медицинского института, который окончил в 1992 году по специальности «врач-фтизиатр».
Трудовую деятельность начал в 1992 году участковым врачом фтизиатром Жамбылской области.
С 1992 по 2010 год — участковый фтизиатр, заведующий отделением Таласской районной больницы, фтизиатр Жамбылского областного противотуберкулезного диспансера, судебно-медицинский эксперт.
С 2010 года — врач высшей категории, заместитель главного врача по лечебной части КГП на ПХВ «Жамбылский областной центр фтизиопульмонологии» управления здравоохранения акимата Жамбылской области.
Скончался 7 июля 2020 года в Таразе от пневмонии (COVID-19).

## Награды
- Нагрудный знак Министерства здравоохранения РК «Отличник здравоохранения Республики Казахстан»;
- Орден «Барыс» 1 степени (посмертно, награждён указом президента РК от 13 июля 2020 года) — за особые трудовые заслуги, самоотверженность и высокий профессионализм, проявленные в борьбе с коронавирусной инфекцией (COVID-19).;[5][6]